# Communauté de communes de la Région de Guebwiller
La Communauté de communes de la Région de Guebwiller est une communauté de communes française, située dans le département du Haut-Rhin et la région Grand Est.

## Histoire
Par arrêté préfectoral du 31 août 1962, le Syndicat Intercommunal à Vocation Multiple de la Région de Guebwiller (SIVOM) a été institué entre les communes de Bergholtz, Buhl, Guebwiller, Issenheim, Lautenbach, Murbach et Soultz. L’objet du Syndicat « est de promouvoir toute activité présentant  un  caractère  intercommunal, notamment  la  création  et  la  gestion  des  services d’assainissement, d’adduction d’eau, de ramassage et de traitement des ordures ménagères, la réalisation du plan d’urbanisme de la région, ainsi que toutes autres activités que le Syndicat jugera utiles». Progressivement, d'autres compétences ont été ajoutées et le SIVOM a accueilli de nouveaux membres.
Le Syndicat Intercommunal, qui regroupait dix-sept communes, a décidé de se transformer en District à fiscalité propre, décision validée par arrêté de Monsieur le Préfet du Haut-Rhin (n°960768 du 22 mai 1996), avec prise d’effet au 1er juin 1996. Le District s’est vu transférer des compétences nouvelles comme l'assainissement non collectif, la gestion du futur secteur scolaire du Collège de Buhl, la politique du logement et du cadre de vie (arrêté préfectoral n° 993238 du 20 décembre 1999) ou la gestion d’une base de données informatisée (arrêté préfectoral n° 003399 du 24 novembre 2000).
En application de la loi n° 99-586 du 12 juillet 1999, l’arrêté préfectoral n°003468 du 29 novembre 2000 a opéré la transformation du District en Communauté de Communes avec effet au 1er janvier 2001.

## Territoire communautaire

### Géographie
Le territoire englobe le Florival.

### Composition
La communauté de communes est composée des 19 communes suivantes :

| Nom                     | Code Insee | Gentilé        | Superficie (km2) | Population (dernière pop. légale) | Densité (hab./km2) |
| ----------------------- | ---------- | -------------- | ---------------- | --------------------------------- | ------------------ |
| Guebwiller (siège)      | 68112      | Guebwillerois  | 9,68             | 11 090 (2022)                     | 1 146              |
| Bergholtz               | 68029      | Bergholtzois   | 4,24             | 1 073 (2022)                      | 253                |
| Bergholtzzell           | 68030      |                | 2,29             | 390 (2022)                        | 170                |
| Buhl                    | 68058      |                | 8,8              | 3 122 (2022)                      | 355                |
| Hartmannswiller         | 68122      |                | 4,78             | 666 (2022)                        | 139                |
| Issenheim               | 68156      | Issenheimois   | 8,18             | 3 534 (2022)                      | 432                |
| Jungholtz               | 68159      |                | 4                | 900 (2022)                        | 225                |
| Lautenbach              | 68177      | Lautenbachois  | 13,02            | 1 510 (2022)                      | 116                |
| Lautenbachzell          | 68178      |                | 23,14            | 963 (2022)                        | 42                 |
| Linthal                 | 68188      |                | 20,84            | 588 (2022)                        | 28                 |
| Merxheim                | 68203      | Merxheimois    | 9,1              | 1 341 (2022)                      | 147                |
| Murbach                 | 68229      |                | 6,66             | 165 (2022)                        | 25                 |
| Orschwihr               | 68250      | Orschwihrois   | 7,09             | 1 021 (2022)                      | 144                |
| Raedersheim             | 68260      | Raedersheimois | 5,69             | 1 154 (2022)                      | 203                |
| Rimbach-près-Guebwiller | 68274      |                | 4,84             | 211 (2022)                        | 44                 |
| Rimbachzell             | 68276      |                | 1,79             | 190 (2022)                        | 106                |
| Soultz-Haut-Rhin        | 68315      | Soultziens     | 29,56            | 7 019 (2022)                      | 237                |
| Soultzmatt              | 68318      | Soultzmattois  | 19,57            | 2 466 (2022)                      | 126                |
| Wuenheim                | 68381      | Wuenheimois    | 6,17             | 769 (2022)                        | 125                |

Après l'entrée de la commune de Merxheim dans la C.C.R.G. le 1er janvier 2012, la commune de Soultzmatt-Wintzfelden est entrée dans la C.C.R.G. le 1er janvier 2013 dû à l'éclatement de la communauté des communes de la Vallée Noble.

### Démographie
| 1968   | 1975   | 1982   | 1990   | 1999   | 2007   | 2012   | 2015   | 2017   |
| ------ | ------ | ------ | ------ | ------ | ------ | ------ | ------ | ------ |
| 30 883 | 32 287 | 32 391 | 33 635 | 36 769 | 38 706 | 38 914 | 39 063 | 38 170 |

## Administration

### Siège
Le siège de la communauté de communes est à Guebwiller, 1 rue des Malgré-Nous.

### Tendances politiques
| Commune                 | Maire                | Étiquette | Étiquette |
| ----------------------- | -------------------- | --------- | --------- |
| Bergholtz               | Jean-Luc Galliath    |           | SE        |
| Bergholtz-Zell          | André Welty          |           | DVD       |
| Buhl                    | Yves Coquelle        |           | SE        |
| Guebwiller              | Francis Kleitz       |           | UDI       |
| Hartmannswiller         | François Wurtz       |           | SE        |
| Issenheim               | Marc Jung            |           | DVD       |
| Jungholtz               | Guy Habecker         |           | UDI       |
| Lautenbach              | Philippe Hecky       |           | SE        |
| Lautenbach-Zell         | Jean-Jacques Fischer |           | SE        |
| Linthal                 | Maurice Kech         |           | DVD       |
| Merxheim                | Stéphane ZIEGLER     |           | DVD       |
| Murbach                 | Maud Hart            |           | SE        |
| Orschwihr               | Marie-Josée Staender |           | LR        |
| Raedersheim             | Jean-Pierre Peltier  |           | SE        |
| Rimbach-près-Guebwiller | Alain Furstenberger  |           | MoDem     |
| Rimbach-Zell            | Angélique Muller     |           | DVD       |
| Soultz-Haut-Rhin        | Marcello Rotolo      |           | PS        |
| Soultzmatt              | Jean-Paul Diringer   |           | LR        |
| Wuenheim                | Roland Martin        |           | DVD       |

### Conseil communautaire
Les 41 conseillers titulaires (et 14 suppléants) sont ainsi répartis selon le droit commun comme suit : 
| Nombre de délégués | Communes               |
| ------------------ | ---------------------- |
| 12                 | Guebwiller             |
| 7                  | Soultz-Haut-Rhin       |
| 3                  | Buhl, Issenheim        |
| 2                  | Soultzmatt-Wintzfelden |
| 1 (1)              | Les autres communes    |

### Élus
La communauté de communes est administrée par son conseil communautaire constitué en 2020 de 41 conseillers communautaires, qui sont des conseillers municipaux représentant chacune des communes membres.
À la suite des élections municipales de 2020 dans le Haut-Rhin, le conseil communautaire du 16 juillet 2020 a élu son président, Marcello Rotolo, maire de Soultz-Haut-Rhin, ainsi que ses 7 vice-présidents. À cette date, la liste des vice-présidents est la suivante :
|     | Attributions | Identité          | Qualité                                |
| --- | --- | ----------------- | -------------------------------------- |
| PR  | Relations institutionnelles et intercommunales, coordination générale, coordination plan CCRG 2030 et ressources humaines                                                    | Marcello Rotolo   | Maire de Soultz-Haut-Rhin              |
| 1re | Culture, communication, tourisme, sports et événementiels | Angélique Muller  | Maire de Rimbach-Zell                  |
| 2e  | Aménagement du territoire et urbanisme, PLUi, prévention des risques, création d'aires d'accueil des gens du voyage, mobilités douces et intermobilités, grands aménagements | Francis Kleitz    | Maire de Guebwiller                    |
| 3e  | Ressources logistiques et techniques, bâtiments et infrastructures, assainissement, eaux pluviales et eaux potables, moyens techniques                                       | Guy Habecker      | Maire de Jungholtz                     |
| 4e  | Environnement et développement durable, énergies renouvelables, collecte et traitement des déchets, GEMAPI, forêt et GERPLAN                                                 | Maud Hart         | Maire de Murbach                       |
| 5e  | Développement économique, actions et projets économiques, commerce de proximité, attractivité du territoire, développement et relocalisation industrielle                    | André Schlegel    | Premier adjoint au maire de Soultzmatt |
| 6e  | Administration générale, affaires juridiques, fiscalité et finances, commande publique et assurances                                                                         | Roland Martin     | Maire de Wuenheim                      |
| 7e  | Habitat et PLH, petite enfance, gestion des aires d'accueil des gens du voyage, MSAP, CLS, actions sanitaires et sociales                                                    | Jean-Luc Galliath | Maire de Bergholtz                     |

Ensemble, ils forment le bureau communautaire pour la période 2020-2026.

### Liste des présidents
| Période                                  | Période                       | Identité        | Étiquette    | Qualité                                                            |
| ---------------------------------------- | ----------------------------- | --------------- | ------------ | ------------------------------------------------------------------ |
| Les données manquantes sont à compléter. |                               |                 |              |                                                                    |
| 2001                                     | 2008                          | Daniel Weber    | RPR puis UMP | Maire de Guebwiller (2001 → 2008) Conseiller général (1998 → 2011) |
| 2008                                     | 2020                          | Marc Jung       | DVD          | Maire d'Issenheim (2005 → )                                        |
| 2020                                     | En cours (au 16 juillet 2020) | Marcello Rotolo | PS           | Maire de Soultz-Haut-Rhin (2019 → )                                |

### Compétences
L'intercommunalité exerce les compétences qui lui ont été transférées par les communes membres, dans les conditions définies par le code général des collectivités territoriales.
Depuis juillet 2005, la communauté de communes a mis en place un moyen de transport à la demande appelé « Comcombus ». Plus d'une centaine d'arrêts sont disséminés sur le territoire.

## Transports
La communauté de communes est devenue autorité organisatrice de la mobilité (AOM).
L'agglomération de Guebwiller, avec ses 30 000 habitants, est l'agglomération la plus peuplée du Grand Est qui n'est pas reliée au réseau ferré régional et national.

### Impact énergétique et climatique

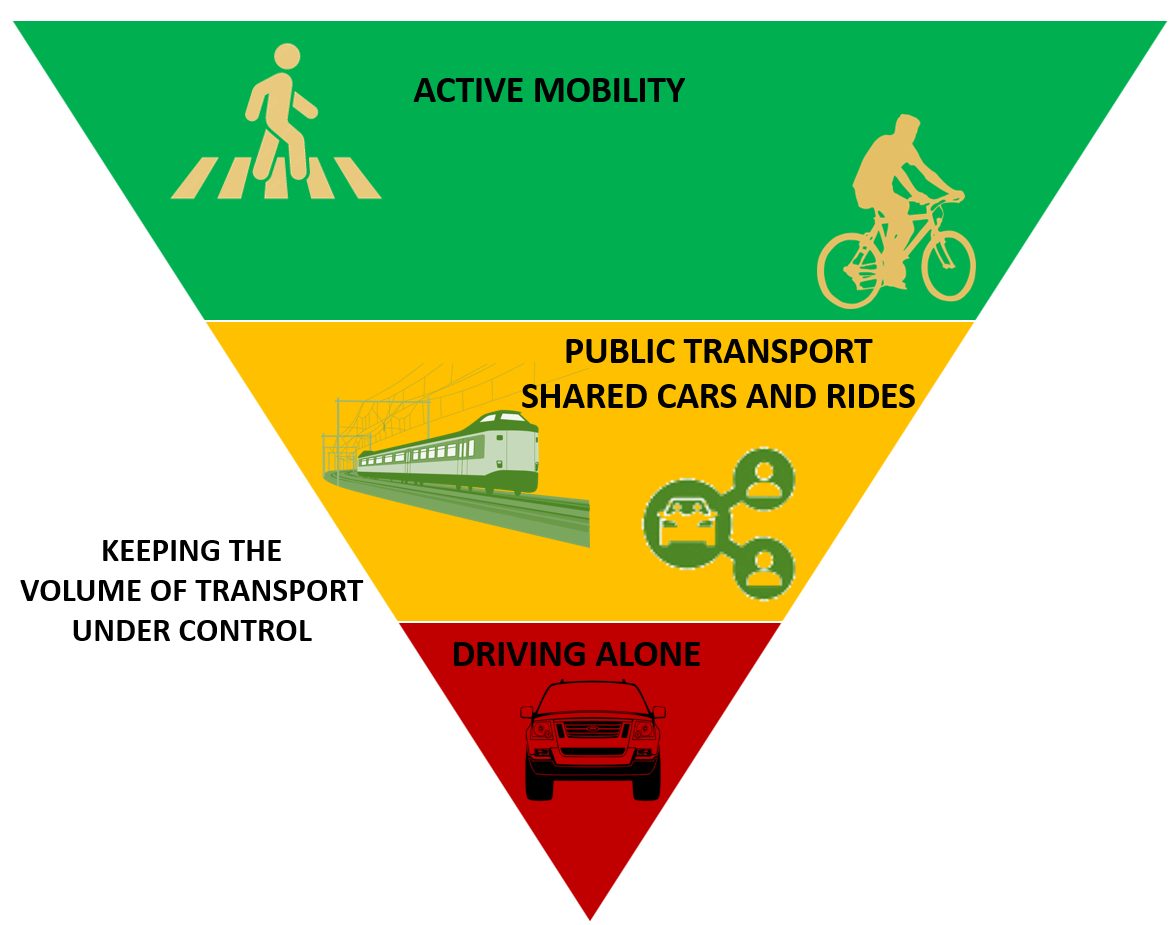
Pyramide de la mobilité, proposée par le projet européen Share North.

| -                              | Transports routiers | Autres transports |
| ------------------------------ | ------------------- | ----------------- |
| Carburant (GWh)                | 143                 | 0                 |
| Électricité (GWh)              | 0                   | 3                 |
| Gaz à effet de serre (ktéqCO2) | 36                  | 0                 |

## Énergie et climat
Dans le cadre du schéma régional d'aménagement, de développement durable et d'égalité des territoires (SRADDET) du Grand Est, ATMO Grand Est tient à jour les statistiques énergétiques  des établissements publics de coopération intercommunale de la collectivité européenne d'Alsace sous forme de diagramme de flux.
L'énergie finale annuelle, consommée en 2019, est exprimée en gigawatts-heures,.
| -                          | GWh |
| -------------------------- | --- |
| Électricité                | 205 |
| Carburants ou combustibles | 549 |
| Chaleur primaire           | 27  |

L'énergie produite en 2019 est également exprimée en gigawatts-heures.
| -                          | GWh |
| -------------------------- | --- |
| Électricité                | 2   |
| Carburants ou combustibles | 178 |
| Chaleur primaire           | 27  |

Les gaz à effet de serre sont exprimés en kilotonnes équivalent CO2.
| -                     | ktéqCO2 |
| --------------------- | ------- |
| Liées à l'énergie     | 121     |
| Non liées à l'énergie | 12      |